# Punch
Punch là một thành phố và là nơi đặt ủy ban đô thị (municipal committee) của quận Punch thuộc bang Jammu và Kashmir, Ấn Độ.

## Địa lý
Punch có vị trí 33°46′B 74°06′Đ / 33,77°B 74,1°Đ Nó có độ cao trung bình là 981 mét (3218 feet).

## Nhân khẩu
Theo điều tra dân số năm 2001 của Ấn Độ, Punch có dân số 23.442 người. Phái nam chiếm 56% tổng số dân và phái nữ chiếm 44%. Punch có tỷ lệ 79% biết đọc biết viết, cao hơn tỷ lệ trung bình toàn quốc là 59,5%: tỷ lệ cho phái nam là 84%, và tỷ lệ cho phái nữ là 72%. Tại Punch, 11% dân số nhỏ hơn 6 tuổi.